# Las Vaguadas (Badajoz)
Las Vaguadas es un barrio de la localidad española de Badajoz, formado fundamentalmente por urbanizaciones privadas y chalets individuales, donde viven aproximadamente unas 5.500 personas. Está situado a dos kilómetros y medio del centro de la ciudad por la Carretera de Valverde. No obstante, cuenta con una buena comunicación en transporte público a través de las líneas 9 y 6 de autobús de Tubasa.
Cuenta con un colegio público y dos colegios privados, El Tomillar y el Puertapalma, masculino y femenino, respectivamente, pertenecientes al Grupo Attendis; una iglesia (Santa Eulalia), un centro comercial con un pequeño Carrefour Express, un gran parque, dos clubs sociales privados con piscinas, pistas deportivas, etc. Es uno de los barrios más ricos de la región. Es también conocido porque John Lennon hizo mención del barrio y dijo que se inspiró en él para la creación del famoso álbum Abbey Road (álbum).